# Ebun Comets
Ebun Comets est un club nigérian de basket-ball  basé à Lagos. Jusqu'en 2006, le club était basé à Akure.

## Palmarès
International
- Coupe d'Afrique des vainqueurs de coupe : 
  - Finaliste : 2001[3]

National
- Championnat du Nigeria : 
  - Champion : 2003